# ルイス・アルベルト・ダ・シルバ
ルイス・アルベルト・ダ・シルバ（Luiz Alberto da Silva, 1952年1月2日 - ）は、ブラジル・リオデジャネイロ州リオデジャネイロ出身のサッカー指導者。

## 来歴
2007年より、オズワルド・オリヴェイラ監督の下、日本の鹿島アントラーズのGKコーチに就任し、Jリーグ史上初となる3連覇に貢献した。2011年限りで鹿島を退任し、2012年からはボタフォゴFRを指導した。
2018年4月、浦和レッズのヘッドコーチに就任した。2019年5月、オズワルド・オリヴェイラとともに契約を解除された。

## 指導歴
- 2007年 - 2011年  鹿島アントラーズ GKコーチ
- ボタフォゴFR
- 2018年4月 - 2019年5月  浦和レッドダイヤモンズ ヘッドコーチ